# Мартинес, Роке
Ро́ке Се́рна Марти́нес (исп. Roque Serna Martinez; 1908 или 7 ноября 1908, Кальоса-де-Сегура — 1985 или 1980, Москва) — испанский и советский военный деятель, участник Великой Отечественной войны, включая битву за Москву. Также был активным участником Гражданской войны в Испании в рядах республиканской армии.

## Биография
Роке Серна Мартинес родился 7 ноября 1908 года в Кальосе-де-Сегуре, провинция Аликанте. До 1918 года проходил обучение в местной муниципальной школе, после этого стал работать, помогая своему отцу-сапожнику. Вместе с отцом и старшим братом в возрасте 12 лет уехал в Эльче, там он продолжил работу в сапожной мастерской.
В 1926 году Роке Мартинес уже был членом Профсоюза работников текстильной промышленности, работал чесальщиком конопли. В 1928 году поучаствовал в неудавшейся забастовке чесальщиков (в результате его уволили с работы). В 1930 году был призван на воинскую службу в Таррагоне.
В 1931 году вступил в Коммунистическую партию Испании (КПИ). Он продолжал работать в профсоюзе, где стал председателем профсоюза чесальщиков текстильной промышленности. В 1936 году Мартинес был назначен представителем КПИ в Народном фронте.
С началом Гражданской войны в Испании он пошёл добровольцем в батальон, сформированный в Аликанте. Был избран комиссаром батальона на совещании, состоявшемся на Мадридском фронте в ноябре 1936 года. Со временем Мартинес получил повышение и в 1937 году стал комиссаром 26-й смешанной бригады, одновременно являясь комиссаром 1-й дивизии. В конце 1938 года по его просьбе он же был назначен на Каталонский фронт комиссаром 49-й дивизии, которая сражалась до окончательного разгрома фронта. В марте 1939 года Роке Мартинес перешёл французскую границу в числе побеждённых.
Во Франции его держали в концлагере Сен-Сиприен, где он готовился вернуться в Испанию, чтобы продолжить борьбу. Однако местные власти снова задержали его и отправили в концлагерь Аржелес сюр Мэр. 22 апреля 1939 года он уехал из этого лагеря на пароходе в СССР с большой группой испанцев.
С началом Великой Отечественной войны в 1941 году ушёл добровольцем в Красную армию. В составе батальона был назначен командиром 3-го взвода 4-й испанской роты, принимавшей участие в обороне Москвы. Также воевал на Калининском и Кавказском фронтах, на Кубани. В боевом строю Красной Армии находился вплоть до победы в 1945 году.
В послевоенные годы работал на металлургическом предприятии до выхода на пенсию. С 1962 по 1966 год находился в командировке на Кубе, оказывая этой стране международную помощь в построении новой жизни. В сентябре 1977 года Роке Серна вернулся в Испанию, где не был почти 40 лет. В течение месяца он посетил семьи своих друзей и знакомых, побывал в родных с детства местах, в том числе в Кальоса-де-Сегуре и Мадриде, где боролся за их свободу в годы гражданской войны в своей родной стране.
Проживал в Москве. Скончался в 1985 году.
Награждён орденом Отечественной войны II степени. Роке Серна Мартинес является автором книги «Испанский героизм в России 1941—1945 годов» (исп. Heroísmo español en Rusia 1941—1945. Madrid: Gráficas Cañizares, 1981) — жанрового сборника воспоминаний многих испанцев, воюющих против войск нацистской Германии в годы Великой Отечественной войны. Книга издана на испанском и русском языках в начале 1980-х годов. Хорошо известна в России и Испании.